# هاتف داخلي

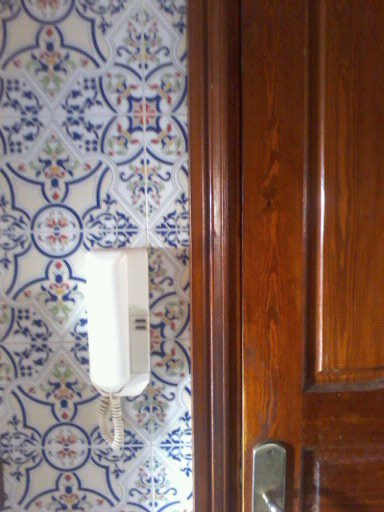
هاتف بيني للرد على أجراس الباب وفتح الباب عن بعد.

الهاتف البيني أو الهاتف الداخلي أو نظام الاتصال البيني او الانتركم (Intercom) او الانترفون (Interphone) هو نظام أو جهاز اتصال داخلي بنظام الاتصالات صوتية قد يكون مرفوقا بوحدة نظام كاميرا مستقل، إما للاستخدام داخل مبنى أو مجموعة صغيرة من الوحدات المعمارية إما لشركات أو وحدات سكانية أو نظام حماية.
يعمل الهاتف الداخلي بشكل مستقل عن شبكة الهاتف العمومية. تطورت أنظمة الهاتف الداخلي بشكل مهم، حيث أصبحت تتضمن أنظمة الاتصال الداخلي للأنترفون وصلات إلى أنظمة مخاطبة الجمهور عبر مكبرات الصوت، ونظم الاتصال الداخلي الأخرى. بعض نظم الاتصال الداخلي الأخرى تتضمن السيطرة على أجهزة مثل أضواء الإشارة وفي كثير من الأحيان مجهزة مع نظام لفتح الباب عن بعد يسمى ب«حارس البوابة» مع نظام تشغيل الكاميرا.

## وصلات خارجية
- طريقة توصيل الأنترفون بشكل مختصر انترفون من نوع كومكس.